# Sigbert Josef Maria Ganser
Sigbert Josef Maria Ganser (24 de enero de 1853, Rhaunen , provincia del Rin - 4 de enero de 1931, Dresde , Sajonia ) fue un psiquiatra alemán.
Obtuvo su doctorado en medicina en 1876 en la Universidad de Munich . Posteriormente trabajó brevemente en una clínica psiquiátrica en Würzburg , y más tarde como asistente del neuroanatomista Bernhard von Gudden (1824-1886) en Munich . En 1886, se convirtió en jefe del departamento de psiquiatría del Hospital General de Dresde . Entre sus alumnos se encontraba el neurólogo Hans Queckenstedt (1876-1918).
Sigbert Ganser es recordado por un trastorno histérico que describió por primera vez en 1898. Identificó el trastorno en tres prisioneros mientras trabajaba en una prisión en Halle . Las características incluían respuestas aproximadas o sin sentido a preguntas simples, anomalías perceptivas y nubosidad de la conciencia. Ganser creía que estos síntomas eran una reacción asociativa provocada por un intento inconsciente del paciente de escapar de una situación mental intolerable. El trastorno se conocería como síndrome de Ganser .

## Obras escritas
Über einen eigenartigen hysterischen Dämmerzustand Archiv für Psychiatrie und Nervenkrankheiten, Berlín, 1898, 30: 633–640. Traducción al inglés de CE Schorer: "Un estado histérico peculiar". British Journal of Criminology, 1965, 5: 120-126. Manual diagnóstico y estadístico del trastorno mental. 3ª edición, Washington, Asociación Estadounidense de Psiquiatría, DC, 1987, págs. 77.